# SMS Rostock (1912)
SMS Rostock − niemiecki krążownik lekki należący do typu Karlsruhe z okresu I wojny światowej. Budowany w latach 1911−1914, wszedł do służby w Kaiserliche Marine niedługo przed rozpoczęciem działań wojennych. Włączony w skład sił rozpoznawczych Hochseeflotte brał udział w bitwie na Dogger Bank w 1915 roku. Przez pewien czas działał również na Bałtyku. Podczas bitwy jutlandzkiej w dniach 31 maja i 1 czerwca 1916 roku został storpedowany przez brytyjskie niszczyciele. Podczas holowania do portu, w związku z zagrożeniem przez nadpływające siły przeciwnika, został po zdjęciu załogi zatopiony przez własne okręty.

## Zamówienie i budowa
„Rostock” był drugim i ostatnim okrętem typu Karlsruhe, będącego rozwinięciem wcześniejszego typu Magdeburg. Były to jednostki lekko uzbrojone, ale szybkie i dysponujące dużym zasięgiem, mające prowadzić rozpoznanie na rzecz floty lub zwalczać statki handlowe na liniach żeglugowych przeciwnika. Ich budowę sfinansowano w ramach programu rozbudowy floty na rok budżetowy 1910.
Stępkę pod krążownik (numer stoczniowy 560) położono w stoczni Howaldtswerke w Kilonii w 1911 roku. Zgodnie z niemieckim zwyczajem na czas budowy otrzymał tymczasową nazwę „Ersatz Geier”, jako planowany następca planowanego do wycofania starego krążownika „Geier”. Wodowanie, w obecności burmistrza miasta Rostock, nastąpiło 12 listopada 1912 roku, zaś wejście do służby w Kaiserliche Marine 5 lutego 1914 roku.

## Opis konstrukcji
„Rostock” miał długość całkowitą 142,2 m (139 m na konstrukcyjnej linii wodnej), szerokość maksymalną 13,7 m oraz zanurzenie 5,38 m na dziobie i 6,2 m na rufie (średnio 5,5 m). Wyporność konstrukcyjna wynosiła według projektu 4900 ton, pełna 6191 ton metrycznych. Kadłub był podzielony na 15 przedziałów wodoszczelnych i miał podwójne dno na 45% długości.
Napęd stanowiły dwa zespoły turbin parowych typu Marine o łącznej projektowanej mocy 26 000 KM, z których każdy napędzał jedną trójłopatową śrubę o średnicy 3,5 m. Parę do turbin dostarczało 14 dwupaleniskowych kotłów typu Marine, z których 12 było opalanych węglem, dwa zaś paliwem płynnym. Okręt miał pojedynczy ster. Instalacje elektryczną o napięciu 220 V zasilały dwa turbogeneratory o mocy 200 i 240 kW. Projektowana prędkość maksymalna miała wynosić 27,8 węzła, na próbach osiągnięto 29,3 węzła przy mocy na wałach 43 628 KM. Zapas paliwa, wynoszący 1300 t węgla i 200 t mazutu pozwalał uzyskać zasięg 5500 mil morskich przy prędkości ekonomicznej 12 węzłów lub 900 mil morskich przy 25 węzłach.
Uzbrojenie składało się z 12 dział 10,5 cm SK L/45, o długości lufy równej 45 kalibrom, umieszczonych na pojedynczych podstawach: dwóch na pokładzie dziobowym, obok siebie, dwóch w identycznej pozycji na pokładzie rufowym oraz po czterech na stanowiskach każdej burty na śródokręciu, z zapasem 1800 jednostek amunicji; dwóch podwodnych wyrzutni torpedowych kal. 500 mm z zapasem pięciu torped oraz maksymalnie 120 min morskich. Od 1915 roku „Rostock” miał zainstalowane dodatkowe stanowiska obserwacyjne i kierowania ogniem na masztach.
Opancerzenie było analogiczne do wcześniejszych jednostek typu Magdeburg: burtowy pas pancerny grubości do 60 mm, rozciągający się na około 80% długości kadłuba, pokład pancerny o grubości maksymalnej 60 mm, stanowisko dowodzenia chronione płytami o maksymalnej grubości 100 mm, działa artylerii głównego kalibru opancerzone 50 mm płytami. Całość wykonana była ze stali Kruppa.
Etatowa załoga liczyła 18 oficerów oraz 355 podoficerów i marynarzy.

## Historia
Po wejściu w skład Kaiserliche Marine „Rostock” został włączony do sił rozpoznawczych Hochseeflotte, jako przewodnik flotylli niszczycieli. Pierwszą jego akcją bojową była wspólna z krążownikiem „Straßburg” próba przechwycenia brytyjskich kutrów rybackich, łowiących na Morzu Północnym 21 sierpnia 1914 roku. W jej trakcie niemieckie jednostki były bezskutecznie atakowane przez okręt podwodny przeciwnika. Plonem operacji było przejęcie sześciu kutrów. 24 stycznia 1915 roku „Rostock” brał udział w bitwie na Dogger Bank, gdzie wraz z przydzielonymi niszczycielami osłaniał prawą flankę krążowników liniowych admirała Hippera. 
W marcu 1915 roku, po zajęciu Kłajpedy przez Rosjan, niemieckie dowództwo postanowiło wzmocnić własne siły morskie na Morzu Bałtyckim. Przesunięto tam między innymi 2. Grupę Rozpoznawczą kontradmirała Georga Hebbinghausa, w składzie: „Graudenz”, „Regensburg”, „Stralsund” i „Rostock”. Ponieważ do 21 marca wojska rosyjskie wycofały się z miasta, krążowniki nie zdążyły wejść do akcji. W następnych dniach operowały w rejonie Połągi, biorąc udział w bombardowaniu pozycji przeciwnika. Po powrocie w skład Hochseeflotte, kolejne miesiące upłynęły załodze „Rostocka” na rutynowej służbie.
Kolejną większą operacją floty, w której wzięła udział jednostka, było bombardowanie Yarmouth i Lowestoft nad ranem 25 kwietnia 1916 roku. „Rostock”, wraz z pozostałymi krążownikami lekkimi 2. Grupy Rozpoznawczej osłaniał prawe, południowe skrzydło niemieckich krążowników liniowych. Obserwatorzy z „Rostocka” jako pierwsi wykryli zbliżające się do niemieckiego zespołu okręty brytyjskich sił lekkich, krążownik starł się w krótkim pojedynku artyleryjskim z przeciwnikiem, który został wkrótce zmuszony do odwrotu przez nadciągające krążowniki liniowe.
Podczas bitwy jutlandzkiej 31 maja i 1 czerwca 1916 roku „Rostock”, wchodząc w skład 2. Grupy Rozpoznawczej Hochseeflotte, pełnił równocześnie funkcję okrętu flagowego dowódcy niszczycieli, komodora Andreasa Michelsena. Podczas dziennej fazy bitwy, 31 maja, krążownik nie wchodził w bezpośredni kontakt bojowy z jednostkami przeciwnika. W nocnej fazie starcia, podczas ataków torpedowych przeprowadzonych przez niszczyciele brytyjskiej 4. Flotylli, został około 1.30 (czasu środkowoeuropejskiego) trafiony torpedą, wystrzeloną najprawdopodobniej z „Ambuscade” lub „Contesta”. Do wnętrza okrętu wlało się ponad 900 ton wody, co spowodowało kilkustopniowy przechył na burtę i znaczne ograniczenie prędkości.
Kilkugodzinna walka załogi o uratowanie „Rostocka” nie dała rezultatu. Holowany przez niszczyciel S 54 oraz osłaniany przez dwa kolejne: V 71 i V 73, płynął na południe z prędkością około 10 węzłów. Nad ranem niemieccy obserwatorzy zauważyli zbliżający się brytyjski krążownik „Dublin”. Pod ochroną zasłony dymnej załoga „Rostocka” przeszła na towarzyszące niszczyciele. Na okręcie założono ładunki wybuchowe, jednak by przyspieszyć jego zatonięcie V 71 i V 73 odpaliły torpedy do unieruchomionej jednostki, która ostatecznie zatonęła około 5.45. W bitwie jutlandzkiej zginęło 14 członków załogi krążownika.